# 金養建
金 養建（キム・ヤンゴン、1942年4月24日 - 2015年12月29日）は、朝鮮民主主義人民共和国の政治家。朝鮮労働党中央委員会政治局員、同党中央委員会書記局書記、同党国際部長、同党統一戦線部長を務めた。

## 略歴
1997年に朝鮮労働党国際部長に就任したほか、朝鮮民主主義人民共和国国防委員会の参事などを務める。2007年に対南政策を所掌する党統一戦線部長に就任。2010年9月の第3回党代表者大会で党中央委員会書記局書記となる。2011年12月の金正日の国家葬儀委員会のメンバーに選出されたときには、党中央委員会政治局員候補でもあることが判明している。
2014年10月4日、事実上の北朝鮮ナンバー2の黄炳瑞（国防委員会副委員長、軍総政治局長）と、体育政策を所掌する崔竜海（党書記、国家体育指導委員会委員長、前軍総政治局長）と共に「電撃的」に訪韓し、韓国の金寛鎮国家安全保障室長、柳吉在（リュギルジェ）統一相と会談し、今後の南北高官協議の開催に同意した。またインチョンで開催されていた2014年アジア競技大会の閉会式にも出席した。この訪韓について、日本の外交筋は北朝鮮最高幹部3名の同時訪韓は「極めて異例」と評価したという。
2015年2月、党中央委員会政治局拡大会議で、政治局員候補から政治局員に昇格。
同年8月4日に発生した、軍事境界線の非武装中立地帯（DMZ）に仕掛けられていた地雷の爆発で韓国軍兵士2名が足を切断する重傷を負った事件を受けて、8月10日に韓国政府は北朝鮮による仕業と発表、報復措置として北朝鮮に向けた大型拡声器で金正恩体制を批判する政治宣伝放送を始めた。これに北朝鮮側が反発し、8月22日17時30分までに放送をやめなければ軍事的報復措置を採るとして「準戦時体制」への移行を宣言し、南北間の緊張が高まっていた。これを受けて同22日夜から25日未明にかけて、韓国側から金寛鎮と洪容杓（ホン・ヨンピョ）統一相、北朝鮮側からは黄炳瑞と金養建が出席して板門店で会談を行い、北朝鮮が地雷事件に遺憾を表明することを交換条件に韓国が放送を中止することなどで合意した。韓国側から国家安全保障室長の金寛鎮と統一相、北朝鮮側から黄炳瑞と金養建という顔ぶれは、2014年10月の会談と同一であり、南北の交渉窓口としては最高位のものであった。この際、朝鮮中央通信は金養建を再び政治局員として紹介した。
2015年12月30日、朝鮮中央通信により前、29日に金が交通事故のため死去していたことが発表された。また、金正恩を葬儀委員長とする国葬が行われることも発表された。73歳没。なお、北朝鮮では交通事故に見せかけて高官の粛清を行うことがあるとも指摘されるが、金の事例についてはその線は特に薄いといわれている。
韓国メディアは、肝臓がんで闘病中の姜錫柱（党国際担当書記、党国際部長）に代わって外交を統括していた対南穏健派の金が死去したことで、以後の北朝鮮の対南政策が硬直化するおそれを提起した。事実、金養建死去の直後に北朝鮮は4度目の核実験に踏み切っている。